# Ernst Stahel

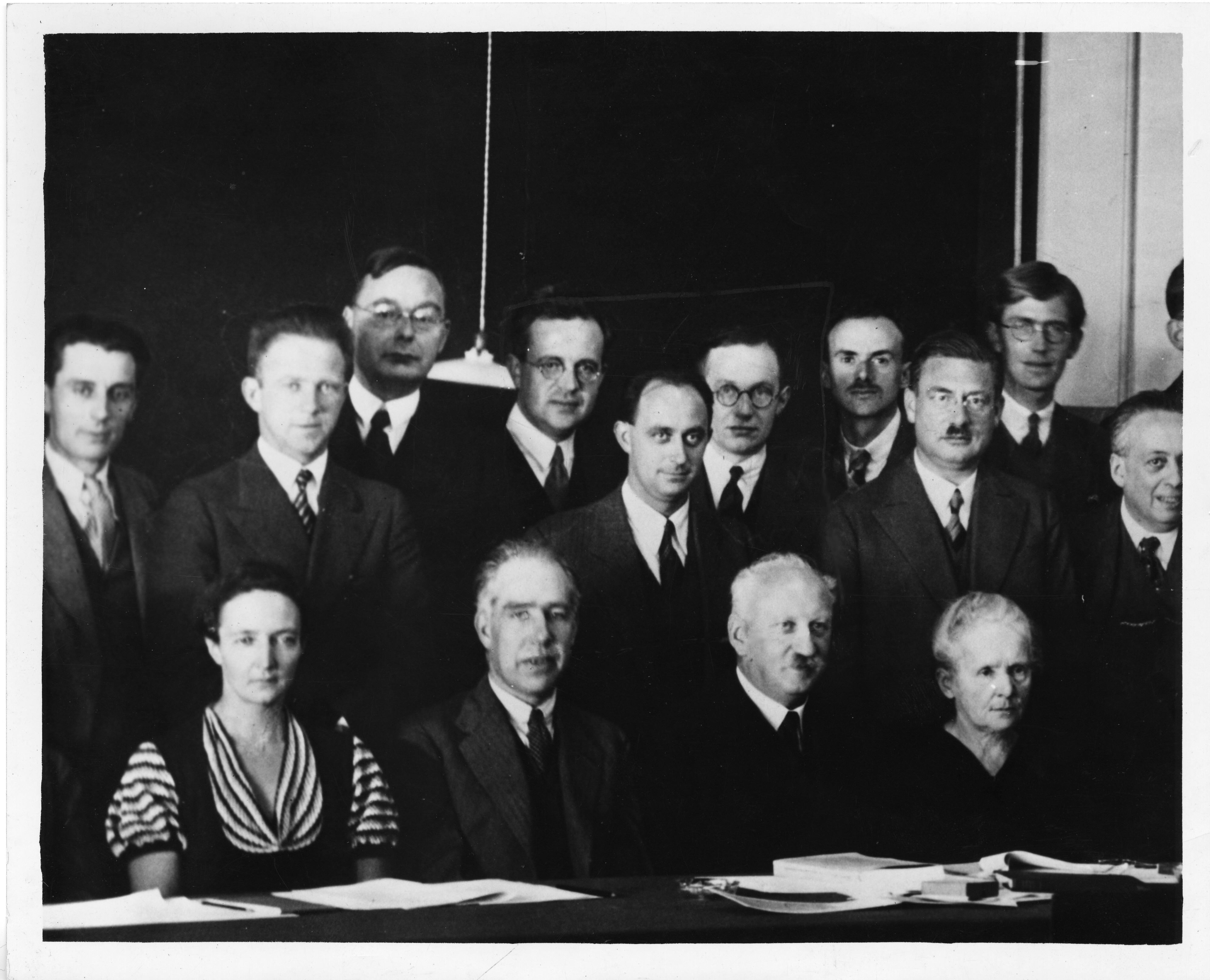
Ernst Stahel 1933 (4. v. l. stehend)

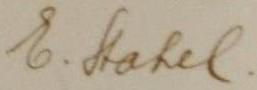
Unterschrift

Ernst Stahel, auch Ernest Stahel (* 11. März 1896 in Flawil; † 27. Juni 1986), war ein Schweizer Physiker.

## Leben und Wirken
Stahel besuchte die Kantonsschule in St. Gallen und wurde 1922 an der ETH Zürich promoviert (Über die ersten Glieder der Actinium-Reihe), an der er nach dem Lehramtsexamen 1920 Assistent von Auguste Piccard war. Mit seinem Doktorvater ging er an die Freie Universität Brüssel, wo er 1922 bis 1929 Assistent und Lehrbeauftragter (chargé de cours) und 1929 bis 1945 außerordentlicher Professor war. Stahel führte als Mitarbeiter von Piccard das Michelson-Morley-Experiment in einem Ballon durch (1926) und auf dem Rigi. Er nahm an mehreren Solvay-Konferenzen teil (1933, 1948). 1937 wurde er Ritter des belgischen Leopoldsordens.
1942 kehrte er in die Schweiz zurück, um in Biel/Bienne als Gymnasiallehrer zu arbeiten. An der ETH Zürich sprang er gelegentlich ein, Vorlesungen zu halten. 1966 wurde er pensioniert.